# Coppa d'Austria 2021-2022 (pallavolo maschile)
La Coppa d'Austria 2021-2022, 42ª edizione della coppa nazionale di pallavolo maschile, si è svolta dal 26 settembre 2021 al 13 marzo 2022: al torneo hanno partecipato ventisette squadre di club austriache e la vittoria finale è andata per la prima volta al Raiffeisen Waldviertel.

## Formula
La formula del torneo ha previsto primo turno, ottavi di finale e quarti di finale, semifinali e finale.

## Squadre partecipanti
| - Aich/Dob - Amstetten - ASKÖ Linz-Steg - ATSV Lenzing - Bisamberg - Döbling - Graz - Graz II - Hartberg | - Hausmannstätten - HIB Liebenau - Klagenfurt - Mils - Oberndorf - PSV Salzburg - Raiffeisen Waldviertel - Ried - Roadrunners | - Sankt Pölten - Sokol Wien - Supervolley OÖ - Tirol - Vienna hotVolleys - Waidhofen - Weiz - Wiener Neustadt - Wolfurt |

## Torneo

### Tabellone
|  | Ottavi di finale       | Ottavi di finale |  |  | Quarti di finale       | Quarti di finale |           |   | Semifinali             | Semifinali |           |   | Finale | Finale |  |
|  |                        |                  |  |  |                        |                  |           |   |                        |            |           |   |        |        |  |
|  | Raiffeisen Waldviertel | 3                |  |  |                        |                  |           |   |                        |            |           |   |        |        |  |
|  | Aich/Dob               | 2                |  |  | Raiffeisen Waldviertel | 3                |           |   |                        |            |           |   |        |        |  |
|  | Vienna hotVolleys      | 3                |  |  | Vienna hotVolleys      | 0                |           |   |                        |            |           |   |        |        |  |
|  | Sankt Pölten           | 2                |  |  |                        |                  |           |   | Raiffeisen Waldviertel | 3          |           |   |        |        |  |
|  | PSV Salzburg           | 0                |  |  |                        |                  | Weiz      | 0 |                        |            |           |   |        |        |  |
|  | Tirol                  | 3                |  |  | Tirol                  | 1                |           |   |                        |            |           |   |        |        |  |
|  | Döbling                | 1                |  |  | Weiz                   | 3                |           |   |                        |            |           |   |        |        |  |
|  | Weiz                   | 3                |  |  |                        |                  |           |   | Raiffeisen Waldviertel | 3          |           |   |        |        |  |
|  | Supervolley OÖ         | 1                |  |  |                        |                  |           |   |                        |            | Amstetten | 1 |        |        |  |
|  | Hartberg               | 3                |  |  | Hartberg               | 0                |           |   |                        |            |           |   |        |        |  |
|  | Graz                   | 3                |  |  | Graz                   | 3                |           |   |                        |            |           |   |        |        |  |
|  | Ried                   | 0                |  |  |                        |                  |           |   | Graz                   | 2          |           |   |        |        |  |
|  | Oberndorf              | 2                |  |  |                        |                  | Amstetten | 3 |                        |            |           |   |        |        |  |
|  | Hausmannstätten        | 3                |  |  | Hausmannstätten        | 0                |           |   |                        |            |           |   |        |        |  |
|  | Sokol Wien             | 2                |  |  | Amstetten              | 3                |           |   |                        |            |           |   |        |        |  |
|  | Amstetten              | 3                |  |  |                        |                  |           |   |                        |            |           |   |        |        |  |

### Risultati

#### Primo turno
| 26 settembre 2021 Georg von Peuerbach Gymnasium, Linz Durata: 0h:54 - Spettatori: 20       | ASKÖ Linz-Steg  | 0 - 3 | Raiffeisen Waldviertel | 12-25, 12-25, 10-25        |
| 26 settembre 2021 Sporthalle Per-Albin-Hansson Ost, Vienna Durata: 1h:19 - Spettatori: 31  | Roadrunners     | 1 - 3 | Vienna hotVolleys      | 25-23, 16-25, 15-25, 11-25 |
| 26 settembre 2021 Sportzentrum Rif, Hallein Durata: 1h:04 - Spettatori: 30                 | PSV Salzburg    | 3 - 0 | Wolfurt                | 25-20, 25-14, 25-10        |
| 3 ottobre 2021 Neue Mittelschule, Lenzing Durata: 1h:12 - Spettatori: 20                   | ATSV Lenzing    | 0 - 3 | Tirol                  | 21-25, 23-25, 17-25        |
| 26 settembre 2021 Georg von Peuerbach Gymnasium, Linz Durata: 1h:31 - Spettatori: 30       | Waidhofen       | 1 - 3 | Döbling                | 24-26, 25-21, 22-25, 20-25 |
| 26 settembre 2021 Sporthalle 2 der Mittelschule, Weiz Durata: 1h:07 - Spettatori: 34       | Weiz            | 3 - 0 | Klagenfurt             | 25-14, 25-17, 25-23        |
| 26 settembre 2021 Sporthalle Enns, Enns Durata: 1h:15 - Spettatori: 60                     | Supervolley OÖ  | 3 - 0 | Bisamberg              | 25-21, 25-23, 25-17        |
| 26 settembre 2021 Universitätssportzentrum Rosenhain, Graz Durata: 0h:56 - Spettatori: 44  | Graz II         | 0 - 3 | Hartberg               | 14-25, 12-25, 14-25        |
| 26 settembre 2021 Universitätssportzentrum Rosenhain, Graz Durata: 1h:10 - Spettatori: 158 | HIB Liebenau    | 0 - 3 | Graz                   | 11-25, 18-25, 22-25        |
| 26 settembre 2021 Volksschule Mils, Mils bei Hall Durata: 1h:04 - Spettatori: 30           | Mils            | 0 - 3 | Ried                   | 17-25, 21-25, 22-25        |
| 26 settembre 2021 Europaschule, Wiener Neustadt Durata: 1h:35 - Spettatori: 25             | Wiener Neustadt | 1 - 3 | Sokol Wien             | 17-25, 25-23, 17-25, 11-25 |

#### Ottavi di finale
| 2 novembre 2021 Stadthalle Zwettl, Zwettl-Niederösterreich Durata: 2h:26 - Spettatori: 343 | Raiffeisen Waldviertel | 3 - 2 | Aich/Dob        | 22-25, 27-25, 35-37, 25-19, 15-8  |
| 17 ottobre 2021 Sporthalle Brigittenau, Vienna Durata: 1h:50 - Spettatori: 10              | Vienna hotVolleys      | 3 - 2 | Sankt Pölten    | 25-23, 23-25, 25-18, 22-25, 15-8  |
| 17 ottobre 2021 Stadthalle, Oberndorf bei Salzburg Durata: 1h:21 - Spettatori: 30          | PSV Salzburg           | 0 - 3 | Tirol           | 17-25, 23-25, 25-27               |
| 17 ottobre 2021 Sporthalle Brigittenau, Vienna Durata: 1h:29 - Spettatori: 53              | Döbling                | 1 - 3 | Weiz            | 17-25, 25-23, 23-25, 14-25        |
| 17 ottobre 2021 Sporthalle Enns, Enns Durata: 1h:45 - Spettatori: 85                       | Supervolley OÖ         | 1 - 3 | Hartberg        | 25-23, 21-25, 21-25, 19-25        |
| 17 ottobre 2021 Raiffeisen Sportpark, Graz Durata: 0h:59 - Spettatori: 101                 | Graz                   | 3 - 0 | Ried            | 25-17, 25-18, 25-14               |
| 17 ottobre 2021 Stadthalle, Oberndorf bei Salzburg Durata: 1h:53 - Spettatori: 45          | Oberndorf              | 2 - 3 | Hausmannstätten | 22-25, 24-26, 27-25, 25-23, 13-15 |
| 17 ottobre 2021 Posthalle, Vienna Durata: 1h:47 - Spettatori: 22                           | Sokol Wien             | 2 - 3 | Amstetten       | 15-25, 26-24, 25-17, 16-25, 12-15 |

#### Quarti di finale
| 15 novembre 2021 Stadthalle Zwettl, Zwettl-Niederösterreich Durata: 1h:01 - Spettatori: 210 | Raiffeisen Waldviertel | 3 - 0 | Vienna hotVolleys | 25-19, 25-12, 25-11        |
| 14 novembre 2021 Universitäts-Sportinstitut, Innsbruck Durata: 1h:36 - Spettatori: 100      | Tirol                  | 1 - 3 | Weiz              | 25-23, 20-25, 19-25, 22-25 |
| 14 novembre 2021 Gymnasium Hartberg, Hartberg Durata: 1h:06 - Spettatori: 45                | Hartberg               | 0 - 3 | Graz              | 21-25, 23-25, 23-25        |
| 14 novembre 2021 Sporthalle, Hausmannstätten Durata: 0h:55 - Spettatori: 69                 | Hausmannstätten        | 0 - 3 | Amstetten         | 19-25, 10-25, 14-25        |

#### Semifinali
| 23 gennaio 2022 Stadthalle Zwettl, Zwettl-Niederösterreich Durata: 1h:02 - Spettatori: 185 | Raiffeisen Waldviertel | 3 - 0 | Weiz      | 25-14, 25-11, 25-21               |
| 23 gennaio 2022 Raiffeisen Sportpark, Graz Durata: 2h:00 - Spettatori: 138                 | Graz                   | 2 - 3 | Amstetten | 25-21, 23-25, 20-25, 25-19, 11-15 |

#### Finale
| 13 marzo 2022 Stadthalle Zwettl, Zwettl-Niederösterreich Durata: 1h:43 - Spettatori: 592 | Raiffeisen Waldviertel | 3 - 1 | Amstetten | 20-25, 27-25, 25-20, 25-11 |